# 윌리엄 브루스터 (필그림)

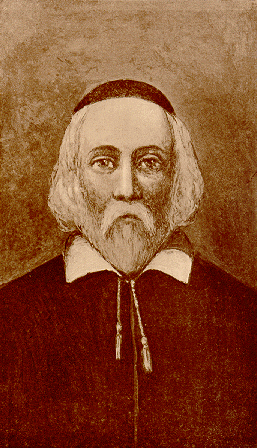
윌리엄 브루스터

윌리엄 브루스터(Elder William Brewster, 1560년경 또는 1566년 – 1643년 4월 10일)는 잉글랜드 돈카스터에서 태어난 필그림 개척자의 지도자이자 설교자였다. 그는 북 노팅엄셔에 있는 스크루비에서 자랐으며, 1620년 《메이플라워호》를 타고 플리머스 식민지로 같이 갔던 성직자였다. 그는 아내와 매리 브루스터 그리고 그의 아들인 러브 브루스터와 레스링 브루스터를 동행했다. 나머지 아들인 조나단은 1621년 11월에 《포춘호》를 타고 합류를 했고, 딸들은 《페이션스호》와 《피어호》를 타고서 1623년 7월 플리머스에 합류를 했다.

## 생애
출생 기록은 발견되지 않았지만, 윌리엄 부르스터는 요크셔 주의 돈카스터에서 약 1566년에서 1567년경에 태어난 것으로 추측된다. 그리고 1644년 4월 10일 매사추세츠주 플리머스에서 사망했다. 그는 윌리엄 브루스터와 매어리 심킨슨 부부의 아들로 많은 형제들이 있었다. 그의 부계쪽 조부모는 윌리엄 브루스터와 모드 만이었다. 그의 외가 할아버지는 모머스 심스였다.
스크루비 영지는 요크 대주교의 관할 하에 있었다. 부르스터의 아버지 윌리엄 시니어는 약 1580년부터 31년간 대주교 소유의 농장관리인이었다. 여기에 우체국장까지 더해 그 당시로는 농장관리인보다는 중요한 직책이었다.
윌리엄 주니어는 1584년 외교관인 윌리엄 대비슨에게 일을 하기 전까지 캠브릿지 피터하우스에서 잠깐 공부를 했다. 1585년 대비슨은 정치인들과 협상을 벌이기 위해 네덜란드로 갔다. 1586년에 대비슨은 여왕 엘리자베스 1세의 장관인 프랜시스 월싱엄의 비서로 임명되었다. 하지만 이듬해 스코틀랜드의 여왕 메리 1세가 참수된 이후 대비슨은 엘리자베스 여왕의 신임을 잃어버리게 된다.